# Doré (aardappel)

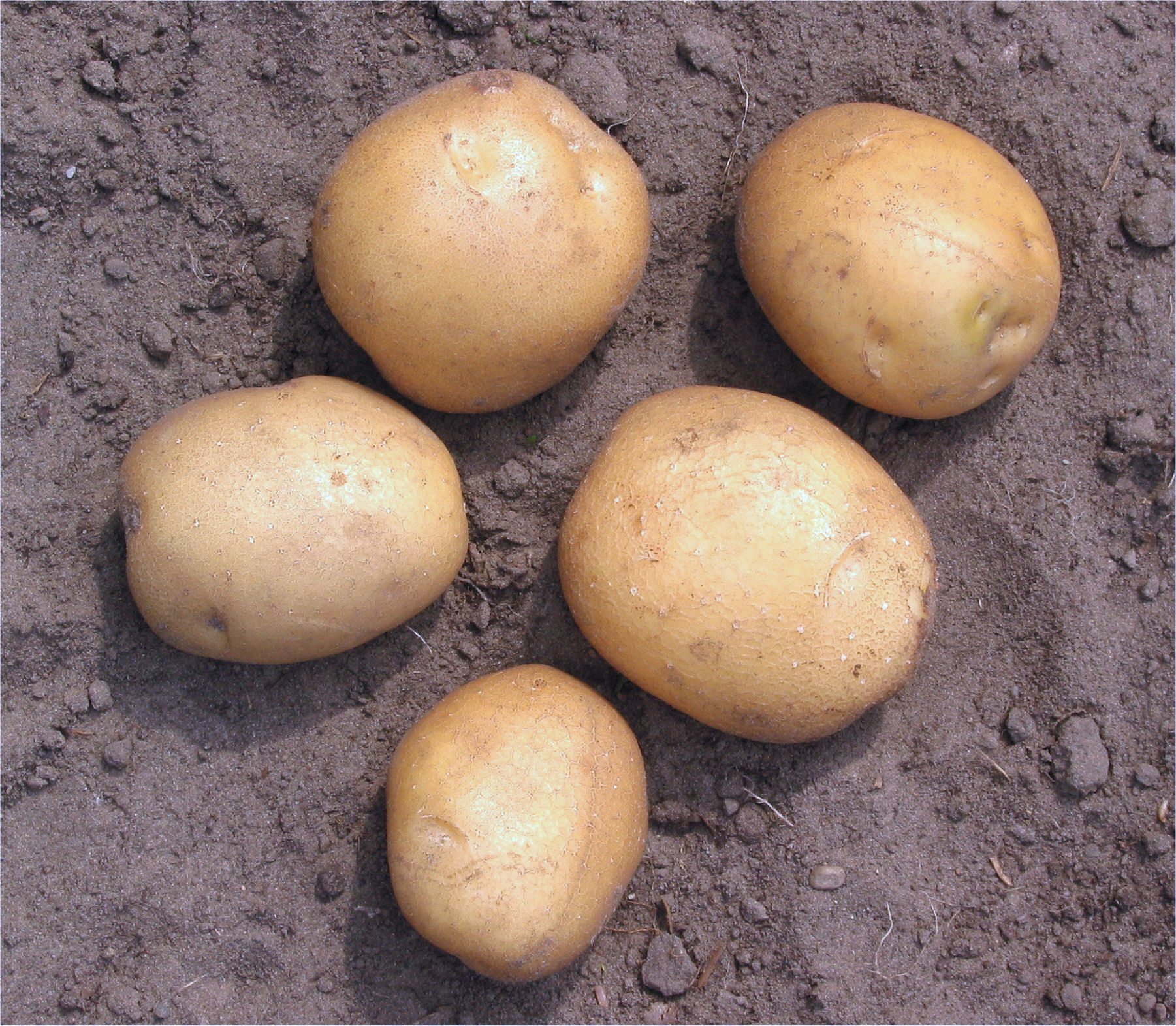

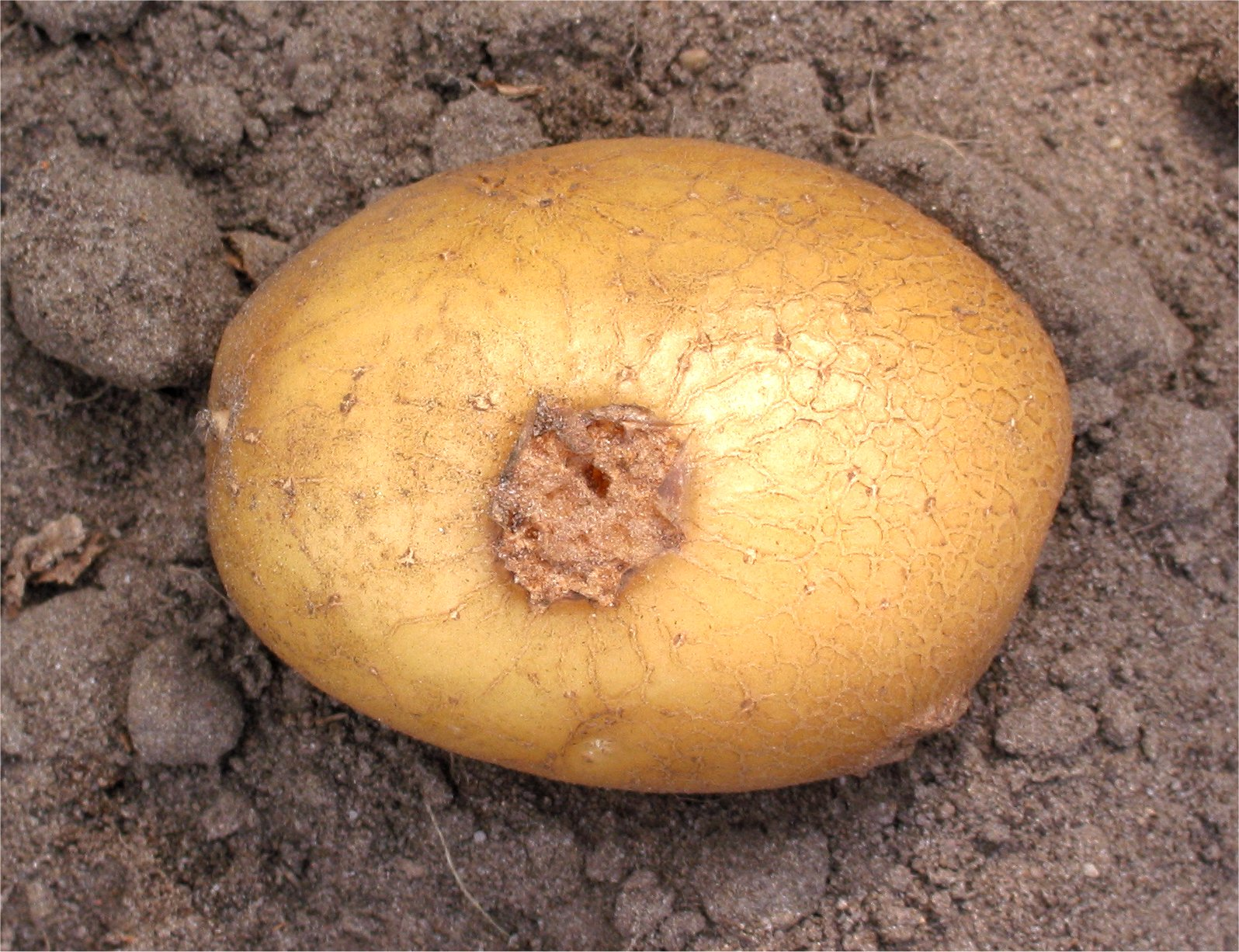
Schurft en netschurft

Doré is in 1939 ontstaan uit de volgende kruising: Eersteling × [Record × (Bravo × Alpha)] en in 1947 in de handel gebracht. De kruising is gemaakt door I.H. Bierma.
Doré is een zeer vroeg tot vroeg consumptieaardappelras en heeft geelvlezige, rondovale, vlakogige knollen met een bruine schil. De consumptiekwaliteit is aanmerkelijk beter dan die van de andere vroege rassen. Dit ras kan het beste op kleigrond en goede zandgrond geteeld worden. Op zandgrond kunnen holle knollen gevormd worden.
Het loof is middenhoog en vrij stevig. De geveerde bladeren hebben smalle deelblaadjes. De bloem is wit.

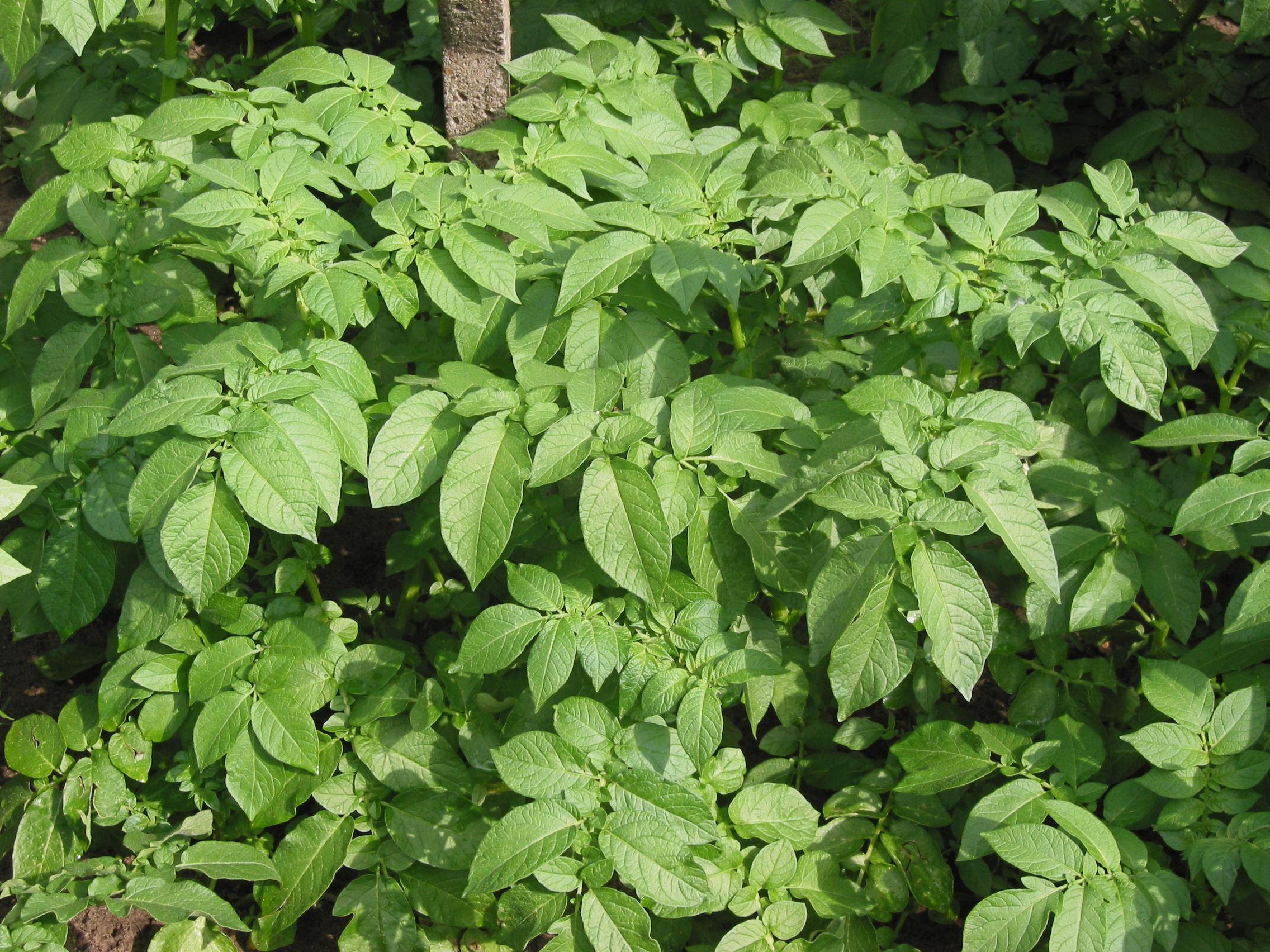
Plant
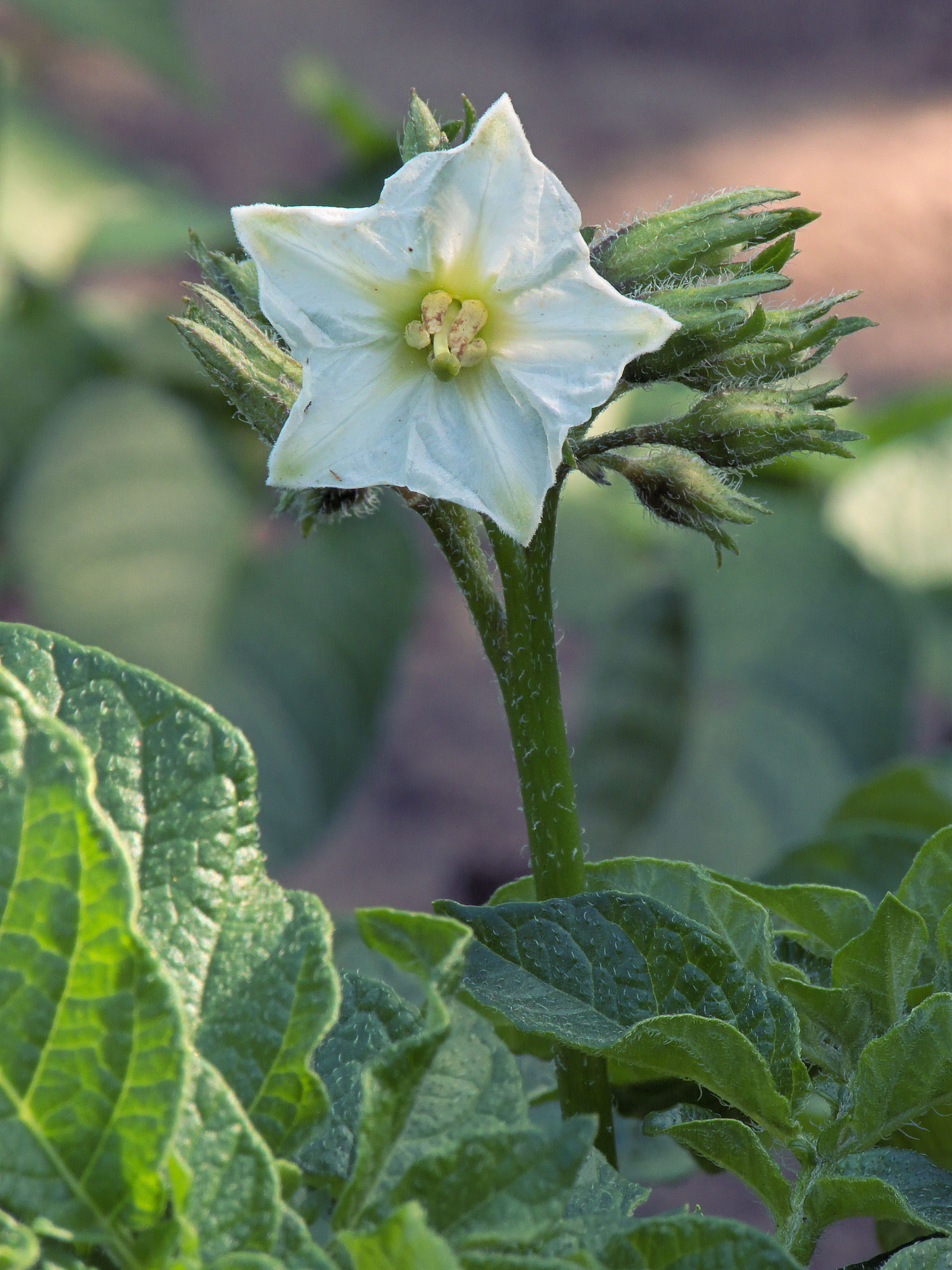
Bloeiwijze

De gekookte aardappel is kruimig en heeft een goede smaak.

## Ziekten
Het blad van Doré is zeer vatbaar voor de aardappelziekte, maar de knol vrij weinig. Het ras is nogal vatbaar voor schurft en onvatbaar voor wratziekte. Verder is het ras weinig vatbaar voor de virusziekten bladrol, kringerigheid en stengelbont, maar zeer vatbaar voor de virusziekten A- en YN-virus.

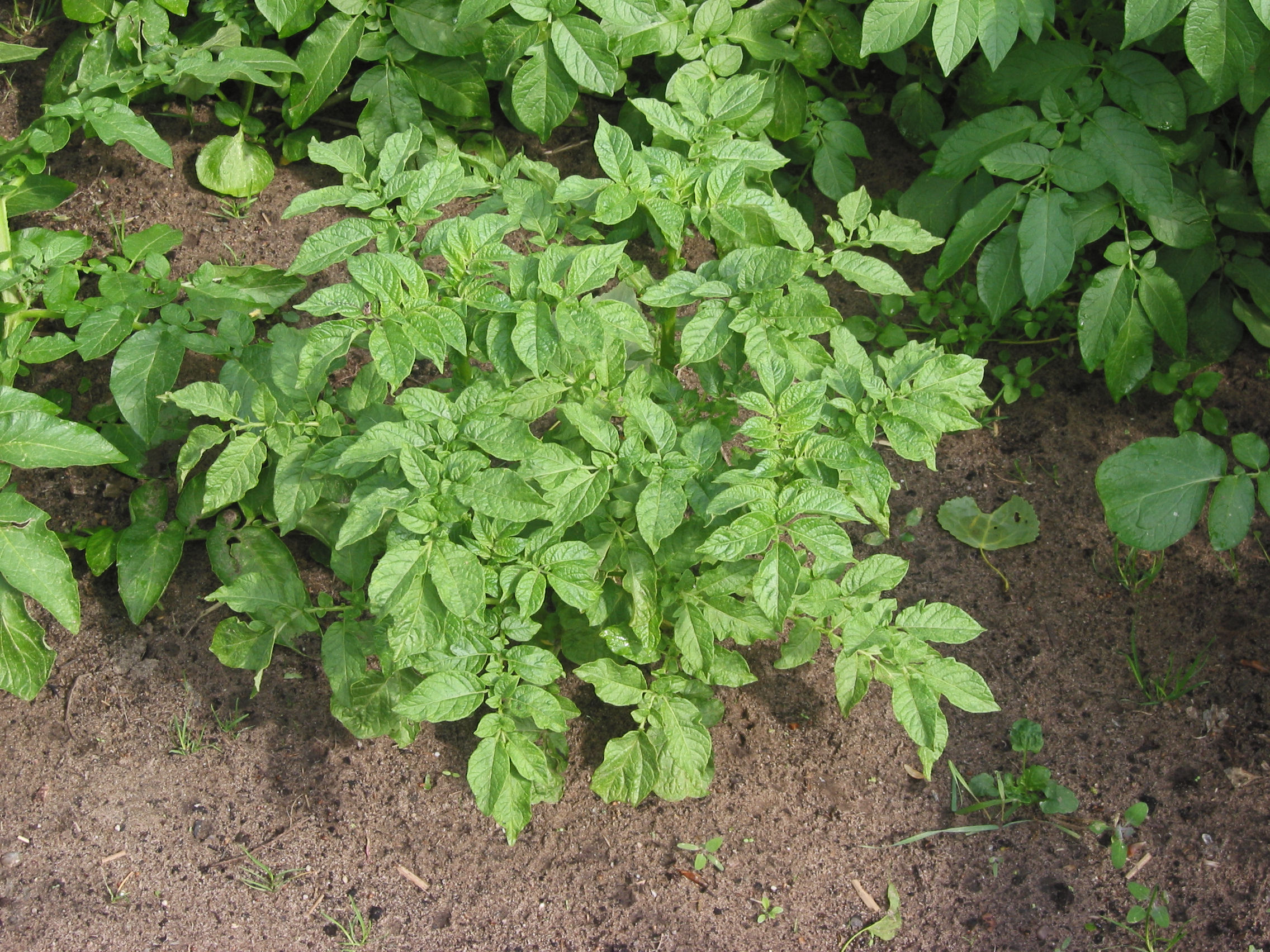
Viruszieke plant
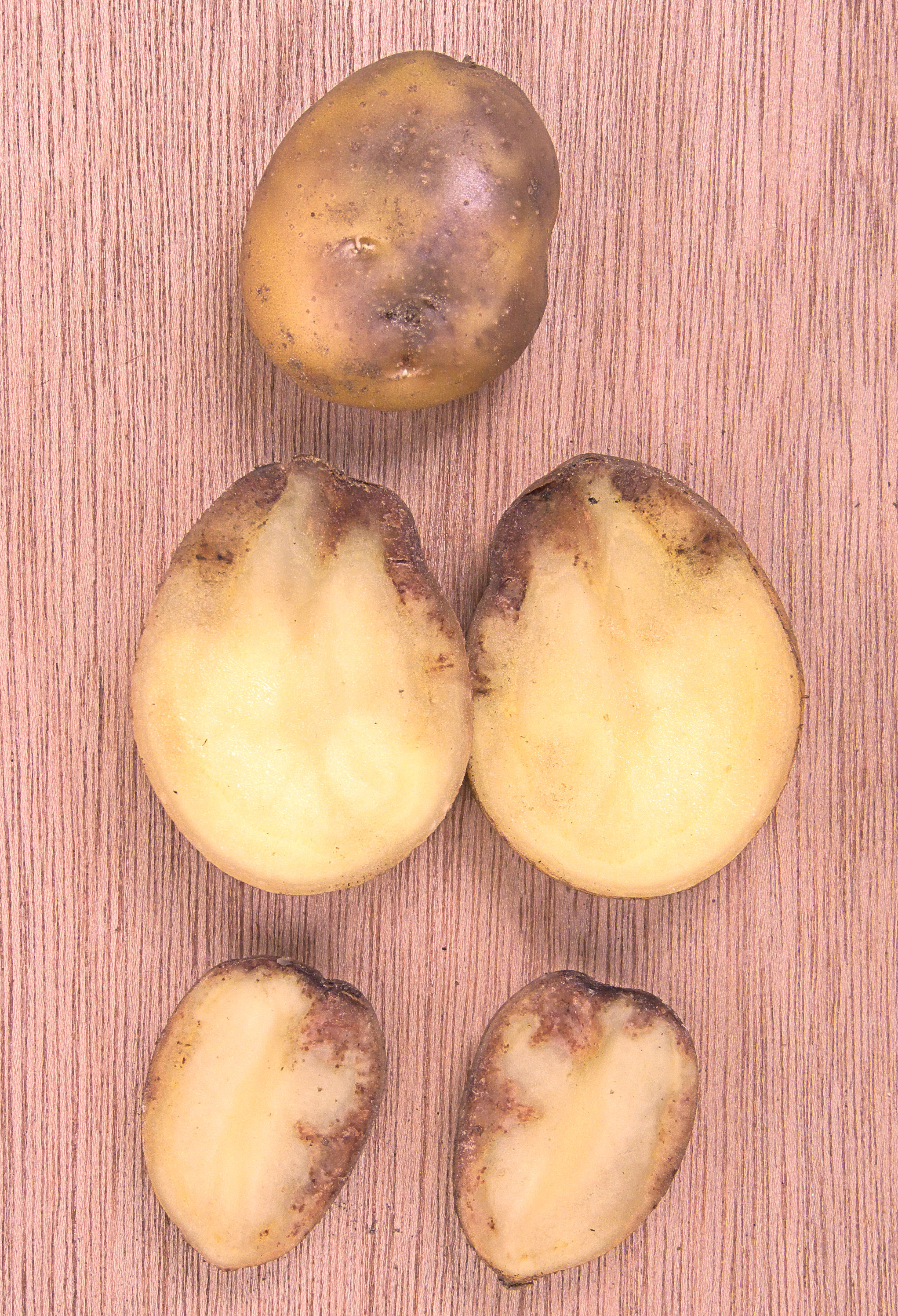
Door aardappelziekte aangetaste knollen